# Metepeira ypsilonota
Metepeira ypsilonota là một loài nhện trong họ Araneidae.
Loài này thuộc chi Metepeira. Metepeira ypsilonota được Cândido Firmino de Mello-Leitão miêu tả năm 1940.